# Cazalis (Landes)
Cazalis (okzitanisch Casalís) ist eine französische Gemeinde mit 139 Einwohnern (Stand 1. Januar 2022) im Département Landes in der Region Nouvelle-Aquitaine (vor 2016: Aquitanien). Sie gehört zum Arrondissement Mont-de-Marsan und zum Kanton Chalosse Tursan.
Der Name in der gascognischen Sprache lautet Casalís. Er leitet sich vom lateinischen casale ab und bedeutet „Landwirtschaftliches Gut“ und weist auf die Lage des Zentrums der Gemeinde rund um eine frühere Burg hin.
Die Einwohner werden französisch Cazalisiens und Cazalisiennes genannt.

## Geographie
Cazalis liegt ca. 35 Kilometer südwestlich von Mont-de-Marsan in der Landschaft Chalosse der historischen Provinz Gascogne.
Umgeben wird Cazalis von den Nachbargemeinden:
|             | Saint-Cricq-Chalosse                        |       |
| Brassempouy | Kompassrose, die auf Nachbargemeinden zeigt |       |
|             | Nassiet                                     | Momuy |

Cazalis liegt im Einzugsgebiet des Flusses Adour. Ein Nebenfluss des Luy de France, der Ruisseau de Cazalis, durchquert das Gebiet der Gemeinde ebenso wie sein Zufluss, der Ruisseau des Saougues, der in Cazalis entspringt.

## Geschichte
Ein Faustkeil aus dem Altpaläolithikum und eine Axt aus der Jungsteinzeit sind auf dem Gebiet der Gemeinde gefunden worden und belegen eine Besiedelung in sehr früher Zeit. Die Anwesenheit von römischem Militär ist durch Spuren eines Lagers in der Nähe der Mühle von Lamarian erkennbar. Im Jahre 1272 wurde der erste Grundherr in den Aufzeichnungen erwähnt. Es handelt sich um Guilhem Arnaud de Cazalis im Zusammenhang mit seiner Ehrerbietung gegenüber dem englischen König. Münzen aus jener Zeit sind an der Stelle der früheren Motte in der Nähe der Kirche zutage gebracht worden. Während der Hugenottenkriege verwüsteten protestantische Truppen die Kirche im Jahre 1569. Bis zur Französischen Revolution war Cazalis Sitz einer Grundherrschaft. Zu Beginn des 18. Jahrhunderts war der Grundherr Fortisson bekannt als Hauptmann im Dienst der französischen Königin. Das herrschaftliche Schloss wurde während der Revolution teilweise beschädigt und 1820 schließlich abgerissen. Heute ist nur ein Teil seines Grabens und Reste der früheren Schlosskapelle aus dem 16. Jahrhundert vorhanden.
Cazalis besaß einen Bahnhof an der Eisenbahnlinie der Compagnie des Tramways à Vapeur de la Chalosse et du Béarn, die Aire-sur-l’Adour mit Amou verband und 1909 eröffnet wurde. In den 1930er Jahren wurde zuerst die Beförderung von Personen, später der Güterverkehr aufgrund fehlender Wirtschaftlichkeit eingestellt.

### Einwohnerentwicklung
Nach Beginn der Aufzeichnungen stieg die Einwohnerzahl bis zur Mitte des 19. Jahrhunderts auf Höchststände von rund 335 Einwohnern. In der Folge sank die Größe der Gemeinde bei kurzen Erholungsphasen bis zu den 1990er Jahren auf ein Niveau von rund 135 Einwohnern, das bis heute gehalten wird.
| Jahr      | 1962 | 1968 | 1975 | 1982 | 1990 | 1999 | 2006 | 2010 | 2022 |
| --------- | ---- | ---- | ---- | ---- | ---- | ---- | ---- | ---- | ---- |
| Einwohner | 187  | 165  | 167  | 157  | 132  | 134  | 131  | 149  | 139  |

## Sehenswürdigkeiten

### PfarrkircheSaint-Laurent

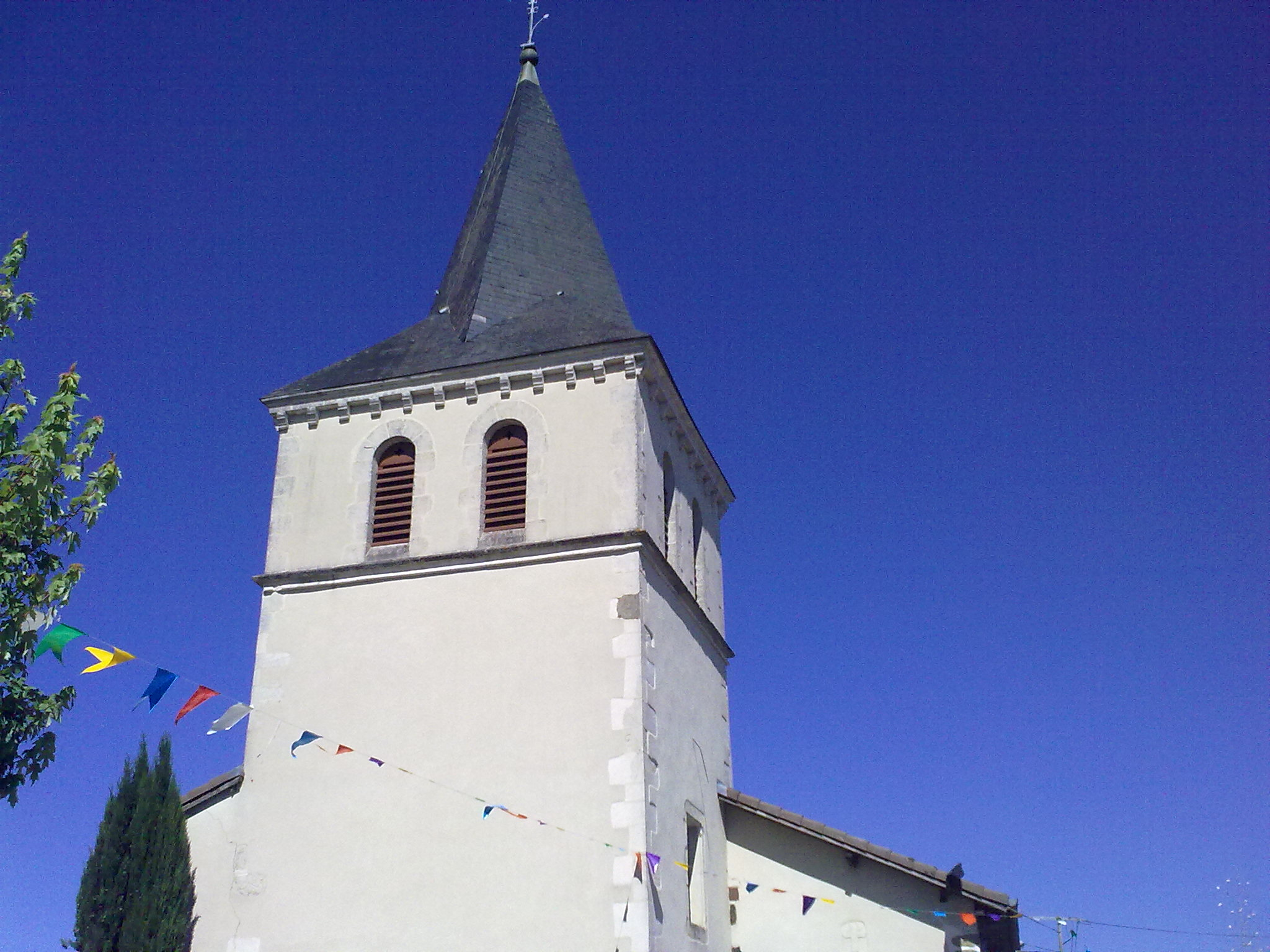
Pfarrkirche Saint-Laurent

Der Grundriss der halbrunden Apsis zeigt an, dass die Laurentius von Rom geweihte Pfarrkirche ursprünglich während der romanischen Epoche errichtet wurde. Von protestantischen Truppen im Jahre 1569 verwüstet, hat es bis 1753 gedauert, bis sie größtenteils neu gebaut wurde. Die entsprechende Jahreszahl findet sich auf einem Stein, der in die westliche Wand verbaut wurde. Zur gleichen Zeit wurde vermutlich ein Seitenschiff auf der Südseite hinzugefügt. Der Glockenturm datiert aus dem Jahre 1902. Umfangreiche Restaurierungen fanden in den Jahren 1980 und 2009 statt. Die heutige Kirche besitzt ein Langhaus mit einer Länge von zwei Jochen, das von einer Apsis gleicher Breite verlängert wird. Das Seitenschiff öffnet sich zum Hauptschiff über Rundbogenarkaden. Beide Kirchenschiffe sind mit einer Gipsdecke bedeckt, im Hauptschiff leicht gewölbt. Südlich des Chors schließt sich die Sakristei an. Der Glockenturm ist mit einem polygonalen, mit Schiefer gedeckten Helm ausgestattet.
Die Kirche hat viele wichtige Ausstattungsgegenstände aus der Zeit vor der Französischen Revolution bewahren können. Dazu zählt der Hauptaltar mit seinem Tabernakel aus dem Ende des 17. Jahrhunderts und seinem Retabel mit dem zentralen Gemälde aus der Mitte des 18. Jahrhunderts. Dieses Ölgemälde illustriert die Kreuzigungsszene, bei der Jesus im Moment der Anrufung Gottes seine Augen auf den Himmel richtet. Auf der linken Seite faltet Maria ihre Hände zum Gebet, auf der rechten Seite trägt der Schutzpatron der Kirche, der heilige Laurentius, eine rote Dalmatik mit vergoldetem Posament und einen Manipel über seinem Arm. Er hält eine Märtyrerpalme und stützt sich auf das Gitter seines Martyriums. Die Ölgemälde zu Seiten des Retabels sind im Jahre 1864 vom Maler François Lataste aus Tarbes als Ersatz für frühere Gemälde an der Stelle entstanden, die mit der Zeit beschädigt waren. Sie tragen zusammen das Thema der Verkündigung des Herrn und sind eine Reproduktion eines Gemäldes von Bartolomé Esteban Murillo. Auf der linken Seite wird Maria kniend hinter einem Betstuhl dargestellt, auf dem ein Buch liegt. Vorne befindet sich ein Weidenkorb, in der rechten oberen Ecke die Taube des Heiligen Geistes. Auf dem rechten Bild wird der andere Akteur der Szene, der Erzengel Gabriel, gezeigt, halb kniend auf einer Wolke, eine Lilie in der linken Hand und die rechte Hand zum Himmel deutend. Beide Gemälde wurden 2009 restauriert. Der ursprüngliche Hauptaltar in Grabform wurde 1976 durch einen Altar ersetzt, der aus der Kapelle von Agès in der Gemeinde Monségur stammt. Der geschwungene Altar datiert aus dem späten 18. oder frühen 19. Jahrhundert, ist aus Holz gearbeitet und Marmor imitierend mit roter, gelber und grauer Maserung bemalt. Die Marmorimitierung wurde erst 2009 im Rahmen einer Restaurierung von einer Werkstatt in Bordeaux aufgetragen. Als Relief ist der Mitte der Vorderseite ist das Nomen sacrum IHS zu sehen, umrandet mit einer Kartusche aus Leder mit zwei Palmen.
Ein Seitenaltar der Kirche ist Maria gewidmet. Sein Retabel stammt wahrscheinlich aus der Mitte des 18. Jahrhunderts, der Altar und der klassizistische Tabernakel datieren aus den Jahren 1820 bis 1850. Auf der Tür des Tabernakels ist als Relief das Motiv des Herzens Jesu in einem Strahlenkranz dargestellt, oberhalb der Tür Cherubinenköpfe in einem Strahlenkranz, links und rechts der Tür herabfallende Blumen auf einem Schleifenband. Die abgeschrägten Ecken des Schreins sind mit Konsolen aus Akanthusblättern gearbeitet, die äußeren Enden des Tabernakels mit Voluten verschönert. Die zentrale Nische, die mit Lorbeer eingefasst ist und deren Kesselgewölbe mit einer Muschel verziert ist, wird durch eine Statue der Maria mit Jesuskind aus vergoldetem Holz ausgefüllt. Zwei kleine Engelsstatuen, ebenfalls vergoldet, sind an der Spitze der Nische befestigt. Die Jungfrau trägt ein plissiertes Gewand, das an der Taille mit einem Gürtel festgezogen ist, ein Kopftuch und einen Mantel, der mit großen Blumen verziert ist. Auf ihrem linken Arm trägt sie das nackte Jesuskind, das eine vergoldete Erdkugel in seiner linken Hand trägt. Die beiden Engeln mit vergoldeten Flügeln deuten auf eine zwischen ihnen befindlichen königlichen Krone. Herabfallende Blumen, die mit einem Schleifenband zusammengehalten werden und kannelierte und ummantelte Pilaster korinthischer Ordnung flankieren die Nische.
Ein sehr altes Element ist das Weihwasserbecken am Eingang der Kirche, dessen Becken aus einem Kapitell korinthischer Ordnung aus weißem Marmor gefertigt wurde, das möglicherweise aus der gallorömischen Zeit datiert. Die kleine Glocke der Kirche ist 1846 von François Delestan aus Dax und seinem Partner Malet aus Samadet gegossen, die beiden anderen von seinem Sohn Louis-Rémy Delestan im Jahre 1880. Die Glasfenster der Kirche sind in zwei Schritten eingesetzt worden. Ein Satz von zwei Fenstern ist das Werk der Glasmalerei Mauméjean aus Pau aus dem Jahre 1866. Ein Fenster zeigt den Apostel Petrus, der die Schlüssel und ein Buch hält und Stücke eines antiken Gesims mit den Füßen tritt, ein Symbol für das besiegte Heidentum. Das andere Fenster stellt den heiligen Vinzenz von Paul dar, der ein im Stich gelassenes Kind trägt. Drei weitere Fenster sind Werke des Glasmalers Louis-Victor Gesta aus Toulouse, die in der zweiten Hälfte des 19. Jahrhunderts entstanden sind. Diese zeigen geometrische und pflanzliche Motive. Komplettiert werden die Fenster durch eine geometrische Komposition der Glasmalerin Brigitte Nogaro aus dem Jahre 2009 im Chor. Die beschriebenen und viele weitere Ausstattungsgegenstände der Kirche sind als nationale Kulturgüter registriert.

## Wirtschaft und Infrastruktur
Die Landwirtschaft ist einer der wichtigsten Wirtschaftsfaktoren der Gemeinde.

### Sport und Freizeit
- Cazalis liegt im Regionalen Naturpark Landes de Gascogne.[22]

- Ein leichter Rundweg mit einer Länge von 13,5 km führt ohne Höhenunterschied durch Wälder des Gemeindegebiets bis an einen Punkt, an dem von November bis Februar Kraniche beobachtet werden können.[23]

- Ein weiterer Rundweg mit einer Länge von 16,2 km führt ohne Höhenunterschied vom Zentrum von Cazalis durch die Nachbargemeinde Saint-Cricq-Chalosse und Hagetmau an verschiedenen Quellen vorbei mit Möglichkeit einer Pause am See von Holco.[24]

### Verkehr
Cazalis ist erreichbar über die Routes départementales 58, 349, 421 und 439.